# Kienesa w Trokach

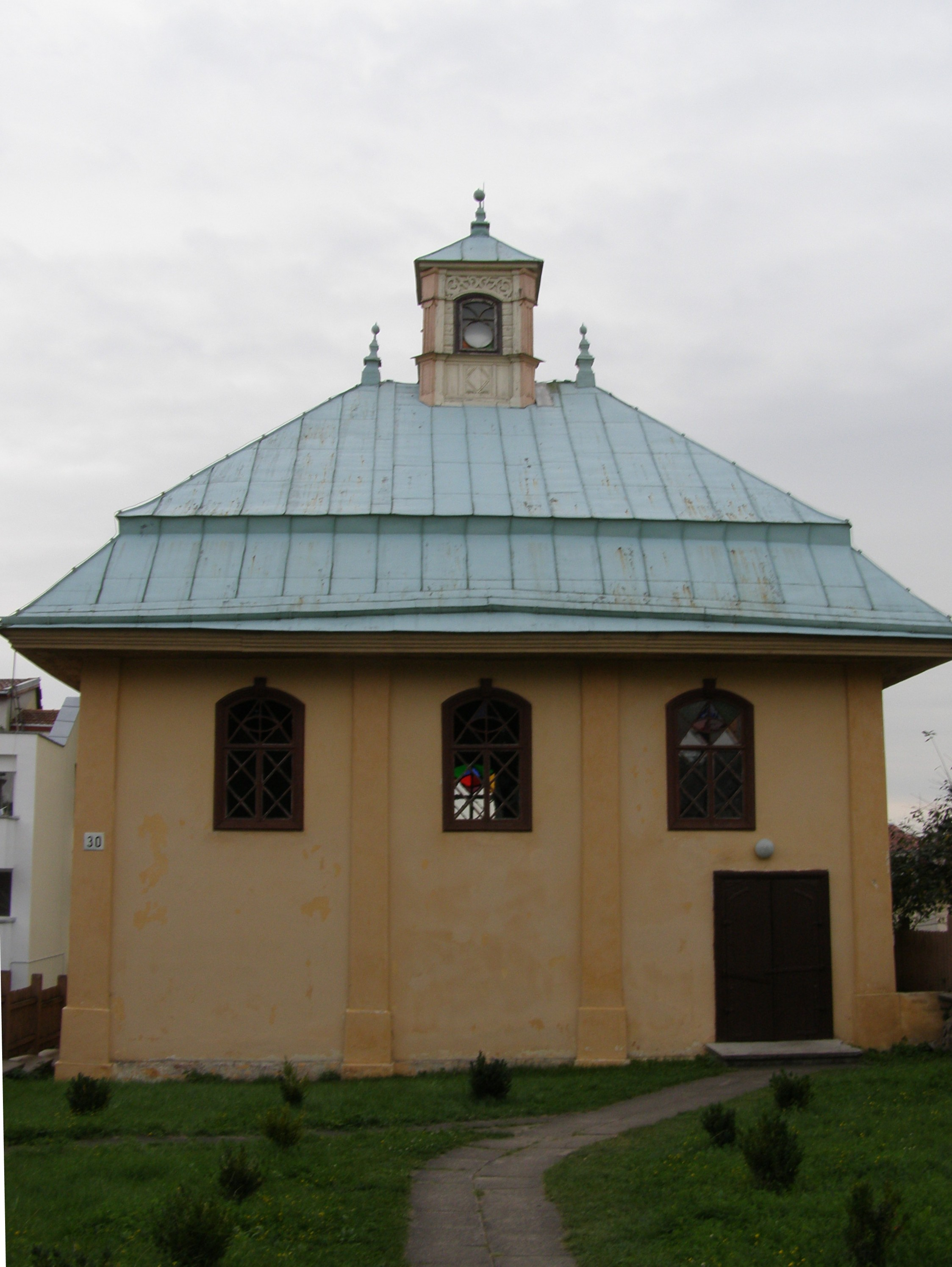
Kienesa

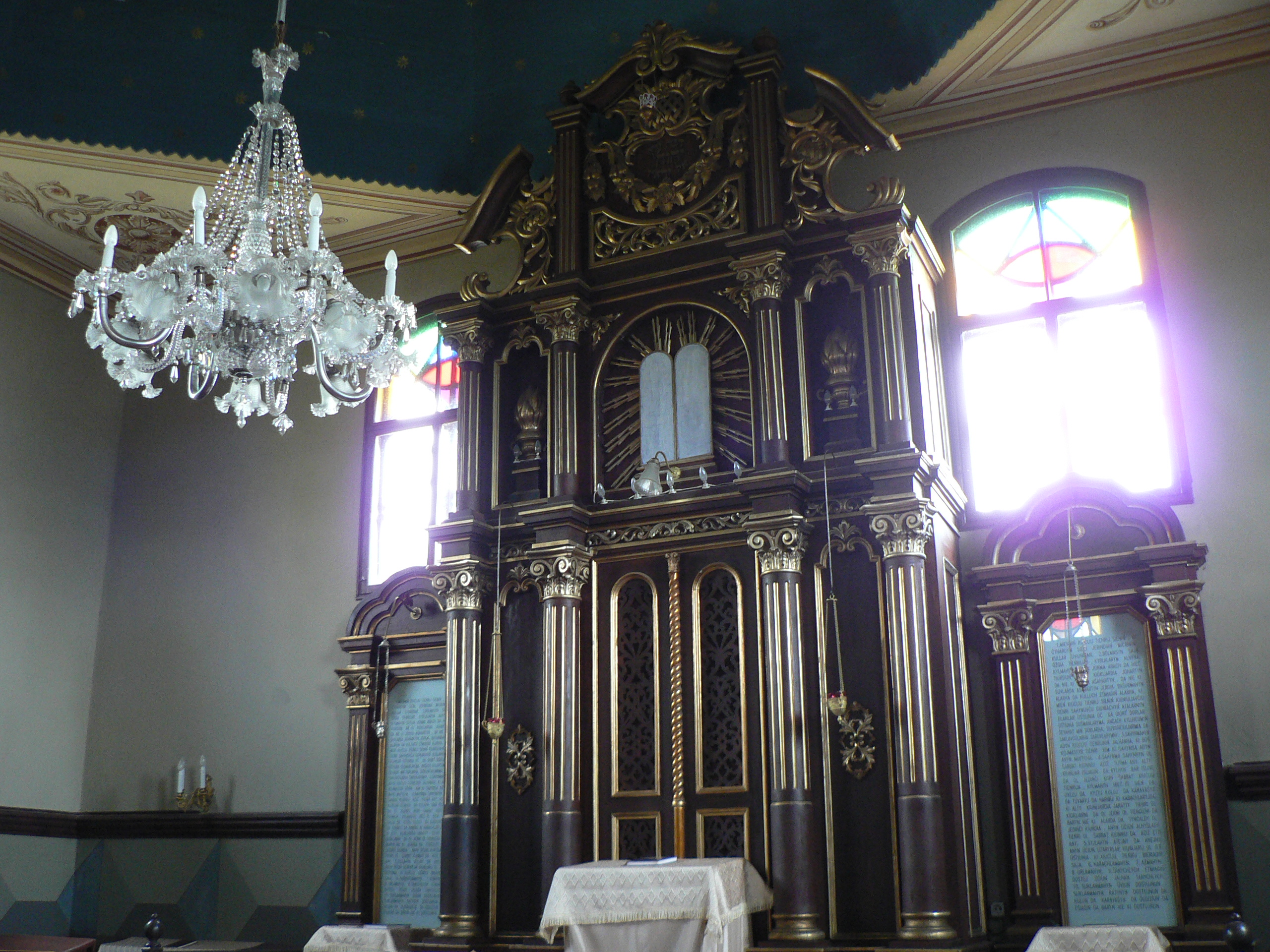
Echał

Kienesa w Trokach – kienesa karaimska znajdująca się w Trokach przy ulicy Karaimskiej.
Kienesa została zbudowana w XVIII wieku, w centrum dzielnicy karaimskiej zwanej dawniej Karaimszczyzną. Kienesa kilka razy ulegała zniszczeniu, szczególnie podczas pożarów w latach 1794 i 1812, lecz zaraz po nich była odnawiana. W latach 1894–1904 przeszła gruntowny remont. Od czasu zakończenia II wojny światowej przez kilkadziesiąt lat była jedyną czynną karaimską kienesą w Europie. Niedawno znów przeszła gruntowny remont.
Kienesa została zbudowana na planie kwadratu. Jest nakryta dachem łamanym zwanym polskim, który wieńczy czworoboczna wieżyczka. Wewnątrz jest podzielona na trzy części, główną salę dla mężczyzn, mały przedsionek oraz galerię dla kobiet, wspartą na czterech słupach. Przy ścianie wschodniej znajduje się klasycystyczny echał.